# Леонтьев, Павел Михайлович
Павел Михайлович Лео́нтьев (20 августа [1 сентября] 1822, Тула — 24 марта [5 апреля] 1874, Москва) — русский филолог, доктор римской словесности, член-корреспондент Санкт-Петербургской Академии наук (1856), заслуженный профессор Московского университета.

## Биография

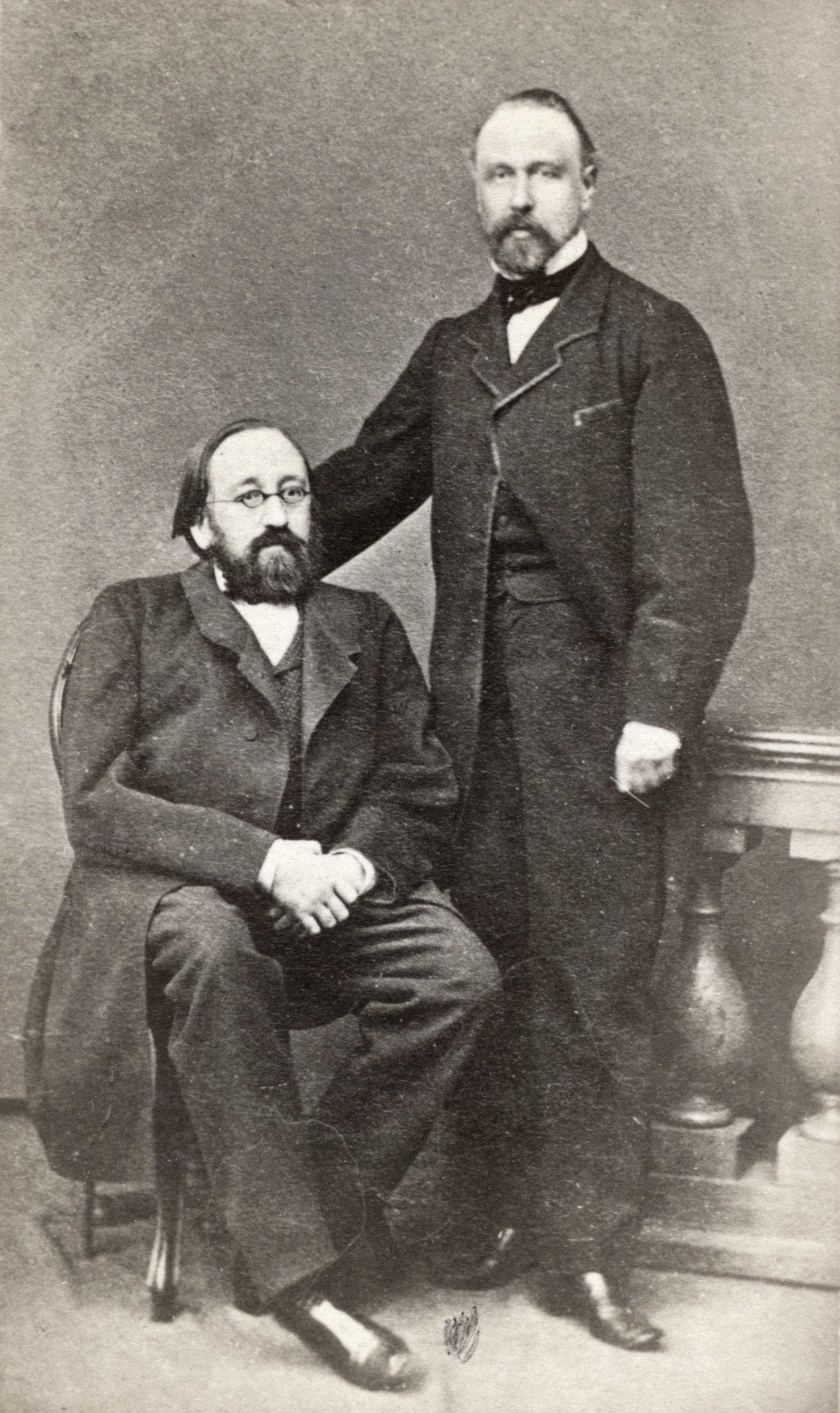
П. М. Леонтьев и М. Н. Катков

Родился в семье небогатых дворян Тульской губернии; его дедом был управляющий Царскосельским дворцовым правлением А. И. Леонтьев, а прапрадедом А. Т. Болотов.
В 1835 году он поступил в 4-й класс Московского дворянского института, где латинский язык преподавал профессор Д. Л. Крюков, пробудивший в Леонтьеве живой интерес к классическим древностям. По окончании курса в институте с серебряной медалью в 1837 году, по особому разрешению попечителя Московского учебного округа графа С. Г. Строганова он был принят в Московский университет — «в уважение отличных способностей и примерного его прилежания» (из-за возраста — ему было 15 лет — в университет он не мог быть принят на общих основаниях) — на 1-е (историко-филологическое) отделение философского университета, хотя влечение имел к математическим наукам.
После окончания университета в 1841 году П. М. Леонтьев был определён графом Строгановым на должность помощника библиотекаря, которую занимал до конца 1843 года, когда он выдержал магистерский экзамен и отправился за казённый счёт за границу, где слушал лекции профессоров университетов: Кенигсбергского (Лобека и Розенкранца), Лейпцигского (Гофрида Германа, Гаупта и Штильбаума), Берлинского (Бека, Лахмана, Шеллинга и Гергарда) и др.; посетил Италию. Возвратившись в 1847 году в Москву, он исправлял должность адъюнкта, пока не получил степень магистра римской словесности за сочинение «О поклонении Зевсу» (М., 1850), написанное под влиянием шеллинговой «философии мифологии». В 1851 году занял в должности экстраординарного профессора кафедру римской словесности и древностей Московского университета.
Капитальным вкладом в науку явилось издание Леонтьевым сборников «Пропилеи» (М., 1851—1857; 2-е изд. M., 1856—1858), где были размещены и его статьи: «Очерк истории древней Греции», «Венера Таврическая» и «О различии стилей в греческом ваянии». Кроме того, им изданы некоторые фундаментальные труды иных авторов, такие как «Полный латинский словарь, составленный по современным латинским словарям» A. Ананьева и И. С. Яснецкого. 
В 1853 году по личному указанию Николая I проводил раскопки в Танаисе, где обнаружил надписи на древнегреческом языке. Подробности этих археологических изысканий Леонтьев изложил в обширной статье, напечатанной в «Пропилеях» (Т. 4): «Разыскания на месте древнего Танаиса и его окрестностей».
С июля 1859 года П. М. Леонтьев исполнял должность ординарного профессора, в которой был утверждён в 1865 году, после того как в ноябре 1864 года Совет московского университета возвёл его в степень доктора римской словесности.
В 1856 году П. М. Леонтьев стал одним из основателей журнала «Русский вестник», а с 1863 года — соиздателем (вместе с М. Н. Катковым) газеты «Московские ведомости».  В 1864 году из-за публикации «Московских ведомостей» был вынужден стреляться на дуэли с гласным Московской думы С. Н. Гончаровым.
Огромное количество передовых статей в газете, написанных им, было посвящено вопросу о реформе учебной системы. Его выступления немало способствовали реформе среднего образования, проведённой в 1871 году графом Д. А. Толстым. В этом же году он стал одним из основателей Лицея в память Цесаревича Николая и его первым директором, преподавая, одновременно, в старших классах, латинский и греческий языки, а также древнюю историю. В сентябре 1872 года вышел в отставку в звании заслуженного профессора.